# ميريك تومسون
ميريك تومسون (بالإنجليزية: Merrick Thomson)‏ هو لاعب اللاكروس أمريكي، ولد في 9 سبتمبر 1983 في هاميلتون في كندا.